# Le Grand (Iowa)
Le Grand ist eine Kleinstadt (mit dem Status „City“) im Marshall County und zu einem kleinen Teil im Tama County im US-amerikanischen Bundesstaat Iowa. Das U.S. Census Bureau hat bei der Volkszählung 2020 eine Einwohnerzahl von 905 ermittelt.

## Geografie
Le Grand liegt im mittleren Osten Iowas am rechten Ufer des Iowa River, einem rechten Nebenfluss des Mississippi. Dieser bildet rund 210 km östlich die Grenze zu Illinois. Die Grenze Iowas zu Minnesota verläuft rund 175 km nördlich; die Nordgrenze Missouris befindet sich rund 175 km südlich.
Die geografischen Koordinaten von Le Grand sind 42°00′25″ nördlicher Breite und 92°46′32″ westlicher Länge. Das Stadtgebiet erstreckt sich über eine Fläche von 2,72 km² und liegt zum größten Teil in der Le Grand Township des Marshall County. Ein kleiner Teil des Stadtgebiets erstreckt sich in die östlich benachbarte Indian Village Township des Tama County.
Meskwaki Settlement, das Siedlungsgebiet des offiziell von der US-Regierung anerkannten Sac and Fox Tribe of the Mississippi in Iowa, eines Teils der Sauk und der Fox, beginnt 6,5 km westlich der Stadt. Weitere Nachbarorte von Le Grand sind Garwin (17,6 km nordöstlich), Toledo (16,9 km östlich), Montour (6,9 km ostsüdöstlich), Tama (19 km in der gleichen Richtung), Gilman (15,2 km südlich), Ferguson (15,3 km südwestlich), Marshalltown (16,2 km westnordwestlich) und Green Mountain (15 km nordnordwestlich).
Die nächstgelegenen größeren Städte sind die Twin Cities (Minneapolis und St. Paul) in Minnesota (370 km nördlich), Rochester in Minnesota (262 km nordnordöstlich), Waterloo (83,2 km nordöstlich), Dubuque an der Schnittstelle der Staaten Iowa, Wisconsin und Illinois (209 km ostnordöstlich), Wisconsins Hauptstadt Madison (362 km in der gleichen Richtung), Cedar Rapids (94,1 km östlich), Rockford in Illinois (344 km in der gleichen Richtung), Chicago in Illinois (449 km ebenfalls östlich), Iowas frühere Hauptstadt Iowa City (124 km ostsüdöstlich), die Quad Cities in Iowa und Illinois (215 km in der gleichen Richtung), Columbia in Missouri (389 km südsüdöstlich), Kansas City in Missouri (401 km südsüdwestlich), Iowas Hauptstadt Des Moines (93,6 km südwestlich), Nebraskas größte Stadt Omaha (316 km westsüdwestlich), Sioux City (353 km westnordwestlich) und South Dakotas größte Stadt Sioux Falls (484 km nordwestlich).

## Verkehr
Der vierspurig ausgebaute U.S. Highway 30 führt in West-Ost-Richtung durch den Norden des Stadtgebiets von Le Grand. Der in Süd-Nord-Richtung verlaufende Iowa Highway 146 erreicht mit dem Zusammentreffen mit dem US 30 seinen nördlichen Endpunkt. Alle weiteren Straßen sind untergeordnete Landstraßen, teils unbefestigte Fahrwege sowie innerörtliche Verbindungsstraßen.
Eine Eisenbahnlinie für den Frachtverkehr der Union Pacific Railroad (UP) führt in Nordwest-Südost-Richtung durch den Südwesten des Stadtgebiets von Le Grand.
Mit dem Marshalltown Municipal Airport befindet sich 24 km nordwestlich ein kleiner Flugplatz für die Allgemeine Luftfahrt und den Lufttaxiverkehr. Die nächsten Verkehrsflughäfen sind der Waterloo Regional Airport (92 km nordnordöstlich), der Eastern Iowa Airport von Cedar Rapids (96 km östlich) und der Des Moines International Airport (103 km südwestlich).

## Bevölkerung
Nach der Volkszählung im Jahr 2010 lebten in Le Grand 938 Menschen in 382 Haushalten. Die Bevölkerungsdichte betrug 344,9 Einwohner pro Quadratkilometer. In den 382 Haushalten lebten statistisch je 2,46 Personen.
Ethnisch betrachtet setzte sich die Bevölkerung zusammen aus 97,1 Prozent Weißen, 0,1 Prozent (eine Person) Afroamerikanern, 0,4 Prozent amerikanischen Ureinwohnern, 0,1 Prozent Asiaten, 0,1 Prozent Polynesiern sowie 1,6 Prozent aus anderen ethnischen Gruppen; 0,5 Prozent stammten von zwei oder mehr Ethnien ab. Unabhängig von der ethnischen Zugehörigkeit waren 3,5 Prozent der Bevölkerung spanischer oder lateinamerikanischer Abstammung.
25,3 Prozent der Bevölkerung waren unter 18 Jahre alt, 58,7 Prozent waren zwischen 18 und 64 und 16,0 Prozent waren 65 Jahre oder älter. 51,2 Prozent der Bevölkerung waren weiblich.
Das mittlere jährliche Einkommen eines Haushalts lag bei 57.031 USD. Das Pro-Kopf-Einkommen betrug 25.129 USD. 1,9 Prozent der Einwohner lebten unterhalb der Armutsgrenze.